# 京都地検の女
『京都地検の女』（きょうとちけんのおんな）は、2003年から2013年までテレビ朝日系「木曜ミステリー」枠で放送された日本のテレビドラマシリーズ。主演は名取裕子。
京都地方検察庁の検事・鶴丸あやの女性（主婦）ならではの視点を活かした活躍を描いたミステリードラマである。
第2シリーズからハイビジョン収録を行っているが、実際ハイビジョン放送を開始したのは第3シリーズの最終回スペシャルからとなっている。

## 概要
鶴丸あやは、夫を東京に残し、京都地検に赴任。娘・りんと京都で生活をしている。ワイドショーや井戸端会議などを愛し、バイタリティ旺盛。押しが強く、自分が納得するまで徹底的に疑問を追求するが、その際の彼女の判断の基準になるのが「主婦のカン」である。鶴丸の「主婦のカン」は、部下を辟易させても、司法修習生をこき使っても、京都府警と罵りあっても、時に地検上層部に睨まれても、幸か不幸か全く気にしていない。そんな過程を踏まえていきながらも、事件の真相を解き明かしていくミステリーである。

## 登場人物

### 京都地方検察庁
鶴丸あや
演 - 名取裕子
京都地検刑事部検事。
高原純之介
演 - 蟹江敬三（第1シリーズ - 第9シリーズ）
経歴：京都地検刑事部副部長（第1シリーズ - 第7シリーズ）
→ 京都地検刑事部長（第8シリーズ - ）
あやの直属上司。
井森幸三郎
演 - 大杉漣（第8シリーズ - ）
検察事務官。

### 京都府警察
成増清剛
演 - 寺島進（第5シリーズ - ）
京都府警捜査一課の刑事。階級は警部補。
池内弘二
演 - 益岡徹（第2シリーズ - ）
経歴：京都府警中京警察署（第2シリーズ - 第7シリーズ）
→ 京都府警三条警察署（第8シリーズ - ）
刑事。

### 鶴丸家
鶴丸りん
演 - 脇沢佳奈
あやの一人娘。

### 成増家
成増清一
演 - 福本清三（第5シリーズ - ）
成増清剛の父であり友子の祖父。
成増友子
演 - 藤岡涼音（第5シリーズ）、前田亜季（第9シリーズ）
成増の一人娘。

### その他
桜井麗子
演 - 大島蓉子
鶴丸の主婦友達グループ3人組の1人。
吉川香織
演 - みやなおこ
鶴丸の主婦友達グループ3人組の1人。
漆原さやか
演 - 山口美也子
鶴丸の主婦友達グループ3人組の1人。
柿野たまこ
演 - 小林千晴
第1シリーズと第2シリーズは生命保険の営業をしていたが、第3シリーズからは古川町商店街で健康ジュースを実演販売している。

## スタッフ
- 脚本 - 西岡琢也（第1シリーズ - ）、岩下悠子（第2シリーズ - ）、難波江由紀子（第6シリーズ - ）
  - 脚本（過去） - 尾西兼一（第1シリーズ）、高山直也（第1シリーズ）、塩田千種（第2シリーズ - 第8シリーズ）、瀧川晃代（第2シリーズ）、西村康昭（第5シリーズ）、洞澤美恵子（第6シリーズ - 第8シリーズ）
- 音楽 - 大島ミチル
- 監督 - 藤岡浩二郎（第1シリーズ - 第3シリーズ / 第5シリーズ - ）、石川一郎（第1シリーズ - ）、濱龍也（第8シリーズ - ）
  - 監督（過去） - 森本浩史（第1シリーズ - 第3シリーズ）、麻生学（第1・第2・第4・第5シリーズ）、猪崎宣昭（第4シリーズ）、三島有紀子（第4シリーズ）、黒沢直輔（第6シリーズ - 第8シリーズ）、兼崎涼介（第8シリーズ）
- 法律監修 - 赤井勝治（弁護士、赤井・岡田法律事務所）
- チーフプロデューサー - 井圡隆（テレビ朝日）
- プロデューサー
  - テレビ朝日 - 横地郁英（第1シリーズ）、井上千尋（第2シリーズ - 第7シリーズ）、川島誠史（第7シリーズ・第9シリーズ）、田中芳之（第8シリーズ - ）
  - 東映 - 小嶋雄嗣（第1シリーズ - 第5シリーズ）、若松豪（第1シリーズ - 第3シリーズ）、島田薫（第6シリーズ - ）、佐藤鋼太（第8シリーズ）、小林由幸（第9シリーズ）
- 制作 - テレビ朝日、東映

## 主題歌
- 第1シリーズ - 夏川りみ「鳥よ」（ビクターエンタテインメント）[2]
- 第2シリーズ - 滴草由実「花篝り」（GIZA studio・GZCS-4002）[3]
- 第3シリーズ - つきよみ「涙ひとつぶ」（コロムビアミュージックエンタテインメント・COCA-15911）[4]
- 第4シリーズ - タッキー&翼「Daydreamer」[5]（avex trax・AVCD23446）
- 第5シリーズ - THE ALFEE「桜の実の熟する時」[6]（EMIミュージック・ジャパン・TOCT-45007 / TOCT-45008 / TOCT-45009）
- 第6シリーズ - Tiara「愛しすぎて」[7]（日本クラウン・CRCP10257）
- 第7シリーズ - 髙橋真梨子「この蒼い地球（ほし）のように」[8]（ビクターエンタテインメント）
- 第8シリーズ - 矢井田瞳「サヨナラありがと」[9]（ユニバーサルシグマ）
- 第9シリーズ - AZU「Circles of Life」[10]（アリオラジャパン）

## 放送日程

### 第1シリーズ（2003年）
- 2003年7月24日 - 9月11日、全8話。

| 各話                                                           | 放送日        | サブタイトル                               | 脚本     | 監督       | 視聴率 |
| -------------------------------------------------------------- | ------------- | ------------------------------------------ | -------- | ---------- | ------ |
| 第1話                                                          | 2003年7月24日 | 密室殺人vs主婦検事 完璧メークで殺す女      | 尾西兼一 | 藤岡浩二郎 | 12.6%  |
| 第2話                                                          | 7月31日       | 美人OLは見た！殺人現場の罠                 | 高山直也 | 藤岡浩二郎 | 08.8%  |
| 第3話                                                          | 8月07日       | 夫を3人殺した女!? 10億の完全犯罪と罠       | 尾西兼一 | 森本浩史   | 08.5%  |
| 第4話                                                          | 8月14日       | 息子を盗まれた女！二つの転落死の…点と線!!  | 西岡琢也 | 森本浩史   | 10.8%  |
| 第5話                                                          | 8月21日       | 刑事に愛された女！殺した記憶を消すトリック | 尾西兼一 | 石川一郎   | 11.7%  |
| 第6話                                                          | 8月28日       | 年上の女が殺される！黙秘するカリスマ美容師 | 西岡琢也 | 麻生学     | 10.9%  |
| 第7話                                                          | 9月04日       | 時効を待つ男vs美人姉妹！赤いコート殺人の謎 | 高山直也 | 麻生学     | 10.0%  |
| 最終話                                                         | 9月11日       | 炎の中で殺された母…京都映画界に潜む罠      | 西岡琢也 | 石川一郎   | 11.0%  |
| 平均視聴率 10.5%（視聴率はビデオリサーチ調べ、関東地区・世帯） |               |                                            |          |            |        |

### 第2シリーズ（2005年）
- 2005年1月13日 - 3月17日、全9話。

| 各話                                                           | 放送日        | サブタイトル                                | 脚本     | 監督       | 視聴率 |
| -------------------------------------------------------------- | ------------- | ------------------------------------------- | -------- | ---------- | ------ |
| 第1話                                                          | 2005年1月13日 | vs京都迷宮案内！笑顔をなくした女            | 西岡琢也 | 石川一郎   | 12.5%  |
| 第2話                                                          | 1月20日       | 夫を殺した女のついた嘘！豚肉600g購入の謎    | 塩田千種 | 石川一郎   | 12.1%  |
| 第3話                                                          | 1月27日       | vs結婚女詐欺師の女！遺産相続が招いた殺意!!  | 西岡琢也 | 藤岡浩二郎 | 12.1%  |
| 第4話                                                          | 2月03日       | 神戸で襲われた女！減刑を狙う法律トリック!!  | 西岡琢也 | 森本浩史   | 10.7%  |
| 第5話                                                          | 2月17日       | カリスマの主婦の犯罪！消えた漬物石の秘密    | 塩田千種 | 石川一郎   | 11.8%  |
| 第6話                                                          | 2月24日       | 介護する女の微笑み！宝くじ1億円遺産の行方!! | 瀧川晃代 | 藤岡浩二郎 | 10.4%  |
| 第7話                                                          | 3月03日       | 車内携帯禁止…逆ギレ殺人の裏に潜む涙の過去   | 岩下悠子 | 森本浩史   | 13.3%  |
| 第8話                                                          | 3月10日       | 娘に捨てられた刑事…殺意の逃走経路の謎!!     | 西岡琢也 | 麻生学     | 12.8%  |
| 最終話                                                         | 3月17日       | vs殺人を犯した刑事…地検最大の危機           | 塩田千種 | 麻生学     | 14.2%  |
| 平均視聴率 12.2%（視聴率はビデオリサーチ調べ、関東地区・世帯） |               |                                             |          |            |        |

### 第3シリーズ（2006年）
- 2006年4月20日 - 6月22日、全8話。
- 最終話は20時00分から21時54分の1時間54分SP。

| 各話                                                           | 放送日        | サブタイトル                                                                                     | 脚本     | 監督       | 視聴率 |
| -------------------------------------------------------------- | ------------- | ------------------------------------------------------------------------------------------------ | -------- | ---------- | ------ |
| 第1話                                                          | 2006年4月20日 | 殺意を抱く老夫婦!! 祇園死美人が残す謎                                                            | 塩田千種 | 石川一郎   | 12.8%  |
| 第2話                                                          | 4月27日       | 逆転供述に潜む罠！前髪で額を隠す女の正体!!                                                       | 西岡琢也 | 石川一郎   | 11.2%  |
| 第3話                                                          | 5月04日       | 不可解な自首の謎…北村警部の旧友が殺人犯!?                                                        | 岩下悠子 | 藤岡浩二郎 | 13.0%  |
| 第4話                                                          | 5月11日       | vs最凶の女詐欺師 豪華庭園に咲く奇妙な花                                                          | 塩田千種 | 藤岡浩二郎 | 12.0%  |
| 第5話                                                          | 5月25日       | 鬼母を許した検事…主婦の勘が敗北した日!!                                                          | 西岡琢也 | 森本浩史   | 10.0%  |
| 第6話                                                          | 6月01日       | 哀しき証言者！殺人犯消失…鉄壁アリバイの罠                                                        | 塩田千種 | 森本浩史   | 11.7%  |
| 第7話                                                          | 6月08日       | 姉妹のような母娘…危険な三角関係の罠                                                              | 西岡琢也 | 石川一郎   | 14.9%  |
| 最終話                                                         | 6月22日       | 鶴丸検事、20年目の運命の再会…同級生は殺人犯で被害者!? チェッカーズの名曲が暴く家庭崩壊の秘密と嘘 | 西岡琢也 | 石川一郎   | 14.3%  |
| 平均視聴率 12.5%（視聴率はビデオリサーチ調べ、関東地区・世帯） |               |                                                                                                  |          |            |        |

### 第4シリーズ（2007年）
- 2007年10月25日 - 12月20日、全8話。
- 最終話は20時00分から21時54分の1時間54分SP。

| 各話                                                           | 放送日         | 新聞TV欄サブタイトル                                                                                                   | 公式サイトサブタイトル   | 脚本     | 監督       | 視聴率 |
| -------------------------------------------------------------- | -------------- | --- | ------------------------ | -------- | ---------- | ------ |
| 第1話                                                          | 2007年10月25日 | 主婦検事VSセレブ検事!! 2つの顔を持つ女!!                                                                               | 鬼ママの烙印             | 西岡琢也 | 猪崎宣昭   | 11.8%  |
| 第2話                                                          | 11月01日       | 熟年夫婦を襲った恋と殺人の罠!!                                                                                         | マナーの達人と思秋期     | 塩田千種 | 猪崎宣昭   | 12.2%  |
| 第3話                                                          | 11月08日       | 二人の殺人者!? 墓のない花婿の秘密!!                                                                                    | 花婿さんの墓             | 西岡琢也 | 石川一郎   | 13.2%  |
| 第4話                                                          | 11月15日       | 試された母子愛…小さな瞳に映る殺人者の影!!                                                                              | 小さな目撃者             | 塩田千種 | 石川一郎   | 13.2%  |
| 第5話                                                          | 11月29日       | 裏切られても…窃盗犯と暮す男の謎!!                                                                                      | 裏切られても裏切られても | 西岡琢也 | 麻生学     | 14.5%  |
| 第6話                                                          | 12月06日       | 刑務所に入りたがる女！桔梗の花が暴く殺意!!                                                                             | 桔梗の咲く庭             | 岩下悠子 | 麻生学     | 12.6%  |
| 第7話                                                          | 12月13日       | 毒薬殺人の果てに…過食妻の孤独                                                                                          | 毒薬とよく食う女         | 塩田千種 | 三島有紀子 | 11.5%  |
| 最終話                                                         | 12月20日       | さらば、鶴丸検事!! 北村刑事殉職… 最後にして史上最大の危機!? 京都〜舞鶴、 8年越しの殺人トリックに壊された断絶家族の絆!! | 八年目の償い             | 塩田千種 | 猪崎宣昭   | 13.4%  |
| 平均視聴率 12.8%（視聴率はビデオリサーチ調べ、関東地区・世帯） |                | |                          |          |            |        |

### 第5シリーズ（2009年）
- 2009年4月23日 - 6月18日、全9話。

| 各話                                                            | 放送日        | 新聞TV欄サブタイトル                      | 公式サイトサブタイトル | 脚本     | 監督       | 視聴率 |
| --------------------------------------------------------------- | ------------- | ----------------------------------------- | ---------------------- | -------- | ---------- | ------ |
| 第1話                                                           | 2009年4月23日 | 新コンビ誕生!? 証言したがる女の秘密!!     | おかえり！鶴丸検事     | 西岡琢也 | 石川一郎   | 12.8%  |
| 第2話                                                           | 4月30日       | 殺意のレシピ…食卓の暗号が暴く真相!!       | 片恋のレシピ           | 塩田千種 | 石川一郎   | 11.9%  |
| 第3話                                                           | 5月07日       | 亡き妻に捧げる犯罪…残された夫の疑惑とは？ | 亡き妻の秘密           | 岩下悠子 | 藤岡浩二郎 | 11.4%  |
| 第4話                                                           | 5月14日       | 刑事の父が偽証…試された親子の絆!!         | 父親嫌い               | 塩田千種 | 藤岡浩二郎 | 12.4%  |
| 第5話                                                           | 5月21日       | 暴走する事務官…老舗旅館に潜む罠!!         | 太田事務官の恋         | 西岡琢也 | 石川一郎   | 10.8%  |
| 第6話                                                           | 5月28日       | 殺意の伝言ゲーム!! 一致しすぎる供述!?     | 贋者                   | 西村康昭 | 石川一郎   | 13.1%  |
| 第7話                                                           | 6月04日       | 狙われた現職検事！京の雨に消えた影!!      | 高原副部長、刺される!! | 塩田千種 | 麻生学     | 12.5%  |
| 第8話                                                           | 6月11日       | 刑事の娘が失踪！取調室に潜む悪の罠!!      | 成増刑事の失敗         | 西岡琢也 | 麻生学     | 12.3%  |
| 最終話                                                          | 6月18日       | 主婦の勘への挑戦！夜歩いた死体の謎!!      | あやへの挑戦状！       | 塩田千種 | 麻生学     | 12.5%  |
| 平均視聴率 12.19%（視聴率はビデオリサーチ調べ、関東地区・世帯） |               |                                           |                        |          |            |        |

### 第6シリーズ（2010年）
- 2010年10月14日 - 12月9日、全9話。
- 第1話は20時00分から21時48分の1時間48分SP。

| 各話                                                           | 放送日         | サブタイトル                                                                         | 脚本         | 監督       | 視聴率 |
| -------------------------------------------------------------- | -------------- | ------------------------------------------------------------------------------------ | ------------ | ---------- | ------ |
| 第1話                                                          | 2010年10月14日 | 母を殺しにきた天才画家！ 上海〜京都、34年目の再会が招いた殺意!! 二つの名を持つ女の謎 | 塩田千種     | 石川一郎   | 11.1%  |
| 第2話                                                          | 10月21日       | 22年目の殺人証拠!! 白髪を染めた女の謎                                                | 西岡琢也     | 黒沢直輔   | 12.7%  |
| 第3話                                                          | 10月28日       | 鏡に微笑む殺人犯!! 熟年夫婦が堕ちた罠                                                | 洞澤美恵子   | 黒沢直輔   | 11.5%  |
| 第4話                                                          | 11月04日       | 法律が裂いた嫁姑！消えた5歳児の謎!!                                                  | 西岡琢也     | 藤岡浩二郎 | 12.0%  |
| 第5話                                                          | 11月11日       | 家庭崩壊！嵐山を焼きつくす復讐の炎!!                                                 | 難波江由紀子 | 藤岡浩二郎 | 14.3%  |
| 第6話                                                          | 11月18日       | 食材のパズル！重なる2つの遺体の謎!!                                                  | 洞澤美恵子   | 石川一郎   | 11.3%  |
| 第7話                                                          | 11月25日       | 父と子の罠！祇園の夜の殺人二重偽証!!                                                 | 塩田千種     | 石川一郎   | 13.1%  |
| 第8話                                                          | 12月02日       | 京の秋に色づく犯罪模様…父と娘の選択！目撃者ゼロの罠!!                                | 西岡琢也     | 黒沢直輔   | 12.4%  |
| 最終話                                                         | 12月09日       | 晩秋の京、雨の夜の約束…三条大橋殺人事件の裏の裏                                      | 岩下悠子     | 黒沢直輔   | 15.0%  |
| 平均視聴率 12.5%（視聴率はビデオリサーチ調べ、関東地区・世帯） |                |                                                                                      |              |            |        |

### 第7シリーズ（2011年）
- 2011年7月7日 - 9月15日、全9話。
- 第1話は20時00分から21時48分の1時間48分SP。

| 各話                                                            | 放送日        | サブタイトル                                                                                     | 脚本         | 監督       | 視聴率 |
| --------------------------------------------------------------- | ------------- | ------------------------------------------------------------------------------------------------ | ------------ | ---------- | ------ |
| 第1話                                                           | 2011年7月07日 | 恋人殺しの罠…それは運命の雪夜から始まった！ 京都〜琵琶湖〜大阪、四人の男女をつなぐ愛欲の相関図!! | 岩下悠子     | 石川一郎   | 12.4%  |
| 第2話                                                           | 7月21日       | 殺人逃亡犯は見た!! すれ違う二つの人生                                                            | 西岡琢也     | 黒沢直輔   | 11.8%  |
| 第3話                                                           | 8月04日       | 祇園祭でにぎわう京都の町!! 旅先で塩を盗んだ女の真意とは!?                                        | 洞澤美恵子   | 黒沢直輔   | 11.4%  |
| 第4話                                                           | 8月11日       | 夫の知らない殺意!! 京都大原、熟年離婚が招く三角関係の罠!?                                        | 難波江由紀子 | 藤岡浩二郎 | 12.2%  |
| 第5話                                                           | 8月18日       | vs東京地検の男!! 京都鴨川西、小さな花屋に咲く奇跡                                                | 西岡琢也     | 藤岡浩二郎 | 08.7%  |
| 第6話                                                           | 8月25日       | 父と子でいたかった…京風おでんに沁みる殺意の罠!!                                                  | 塩田千種     | 石川一郎   | 10.6%  |
| 第7話                                                           | 9月01日       | 殺人直後に出会った男女！ひとりは、10才の美しき少女…!!                                            | 洞澤美恵子   | 石川一郎   | 13.6%  |
| 第8話                                                           | 9月08日       | 初恋の人がホームレスに！京都東山、10年後の再会の果てに…                                          | 西岡琢也     | 黒沢直輔   | 12.9%  |
| 最終話                                                          | 9月15日       | さよなら鶴丸検事！VS完全黙秘の女！夜の鴨川殺人の裏の裏…                                          | 岩下悠子     | 黒沢直輔   | 10.1%  |
| 平均視聴率 11.52%（視聴率はビデオリサーチ調べ、関東地区・世帯） |               |                                                                                                  |              |            |        |

### 第8シリーズ（2012年）
- 2012年7月5日 - 9月6日、全8話。
- 第1話は20時00分から21時48分の1時間48分SP。
- 2012年7月12日は遺留捜査（第2シリーズ）2時間スペシャル、7月19日は第141回全英オープンゴルフ中継のため休止。

| 各話                                                           | 放送日        | サブタイトル                                                                               | 脚本         | 監督       | 視聴率 |
| -------------------------------------------------------------- | ------------- | ------------------------------------------------------------------------------------------ | ------------ | ---------- | ------ |
| 第1話                                                          | 2012年7月05日 | 逮捕=99.9%の有罪率が生んだ悲劇…命を狙われた女検事の過去！ おみやさんと主婦の勘が暴く真実!! | 西岡琢也     | 石川一郎   | 16.0%  |
| 第2話                                                          | 7月26日       | 老紳士の恋と偽りの涙…不正受給の謎!!                                                        | 西岡琢也     | 藤岡浩二郎 | 09.4%  |
| 第3話                                                          | 8月02日       | 京都西陣赤い帯の罠二度死んだ婚約者!!                                                       | 岩下悠子     | 藤岡浩二郎 | 09.9%  |
| 第4話                                                          | 8月09日       | 死体なき殺人の謎!! DNA不一致の罠…                                                          | 難波江由紀子 | 兼崎涼介   | 09.1%  |
| 第5話                                                          | 8月16日       | 女系家族の罠!! 孫を誘拐した33歳の祖母                                                      | 西岡琢也     | 濱龍也     | 11.2%  |
| 第6話                                                          | 8月23日       | ぬか漬女と香水女!! サギ師に心奪われて                                                      | 洞澤美恵子   | 石川一郎   | 09.3%  |
| 第7話                                                          | 8月30日       | 娘から母への脅迫状移動した死体の謎!!                                                       | 塩田千種     | 石川一郎   | 07.4%  |
| 最終話                                                         | 9月06日       | 冤罪の罠に落ちた主婦のカン!! 鶴丸あや…最後の危機                                           | 西岡琢也     | 黒沢直輔   | 10.2%  |
| 平均視聴率 10.3%（視聴率はビデオリサーチ調べ、関東地区・世帯） |               |                                                                                            |              |            |        |

### 第9シリーズ（2013年）
- 2013年7月18日 - 9月5日、全6話。
- 第1話・第4話は19時00分から20時54分の1時間54分SP（一部地域は19:04飛び乗り）。
- このシリーズ以降の「木曜ミステリー」は通常時の開始時刻が2分繰り上がり、19:58開始となる（ただし、テレビ朝日他一部系列局を除き、従前の開始時刻20:00に飛び乗り）。
- 2013年8月8日・29日は『いきなり!黄金伝説。2時間スペシャル』放送のため休止。

| 各話                                                           | 放送日        | サブタイトル                                  | 脚本         | 監督       | 視聴率 |
| -------------------------------------------------------------- | ------------- | --------------------------------------------- | ------------ | ---------- | ------ |
| 第1話                                                          | 2013年7月18日 | 土壌汚染問題が絡んだ殺人事件!!                | 西岡琢也     | 石川一郎   | 12.4%  |
| 第2話                                                          | 7月25日       | OL殺害事件発生!!                              | 西岡琢也     | 藤岡浩二郎 | 11.8%  |
| 第3話                                                          | 8月01日       | ヤミ金業者殺人事件発生!!                      | 西岡琢也     | 藤岡浩二郎 | 11.2%  |
| 第4話                                                          | 8月15日       | 若者5人が暮らすシェアハウスで放火事件が発生！ | 岩下悠子     | 長尾啓司   | 11.0%  |
| 第5話                                                          | 8月22日       | 鶴丸あやVS女弁護士                            | 難波江由紀子 | 濱龍也     | 09.2%  |
| 最終話                                                         | 9月05日       | あやの身に最大の危機が…！                     | 西岡琢也     | 石川一郎   | 11.2%  |
| 平均視聴率 11.1%（視聴率はビデオリサーチ調べ、関東地区・世帯） |               |                                               |              |            |        |

## エピソード

### 名取塾
名取は若い頃から東映の映画・テレビ作品にたびたび出演し、「自分は東映京都の社員じゃないけど」と前置きするほど東映京都に思い入れがある。その為、自分の知識や経験を主にスタッフや司法修習生役の俳優に伝える熱意が昂じて「名取塾」と表現されている。最初はあらゆるスタッフにダメ出しをしてばかりだった為、「名取塾」＝スパルタのイメージがあったが、名取曰く「スタッフが成長して頼もしく」なってからはすっかり穏やかになり、名取塾という言葉自体が過去形になりつつある。
その代わり、名取は母性を発揮した世話好きが高じ、第2シリーズの大河内奈々子には寒さ対策で自身が使う自衛隊仕様の防寒グッズをプレゼントしたが、第4シリーズの三津谷葉子には自分が使っている化粧品や着ていたドレスをプレゼント する等、中身も豪勢になっている。
渡辺いっけいは劇団からフリーになった背景から「自分の守備範囲さえこなせば、それでいい」というスタンスで仕事をしていたが、名取にチームで作品を作りあげる事の大切さを懇々と説かれて以降、すっかり改心させられた。今作第2シリーズでは司法修習生役の後輩俳優に大好きなサッカーにたとえて演技指導し、第5シリーズでも森翼を東映京都撮影所の近くで食事をご馳走したり と、面倒見のよいところを見せている。

### 名取の京都における撮影スタイル
「京都地検の女」撮影中の名取は神出鬼没で、撮影中に気になった店を見つけると撮影の合間に訪れ、店主と世間話を楽しんだり、自分の好きなものやキャスト・スタッフにご馳走する食べ物を購入するなどとても『自由』である。2006年11月26日放送分の『旅の香り』では野際陽子が、「そういうことは自分にはできない」と名取の『自由』さを評している。

### 船越と名取
『京都地検の女』が初共演だった2人はとても仲が良く、船越がレギュラー出演していた『ぐるぐるナインティナイン』のコーナーグルメチキンレース・ゴチになります!に2度、船越の主演シリーズ『刑事吉永誠一 涙の事件簿』に名取がゲスト出演するなど共演する機会が増えた。また、撮影現場で名取は「姫」（もしくは「裕子姫」）とキャスト・スタッフに呼ばれており、船越も「姫」と呼び、名取は船越を「英ちゃん」と呼びあった。
第2シリーズ撮影中の2004年11月23日に船越が腰部椎間板ヘルニアのため緊急入院した。一時は降板も危ぶまれたが12月17日に退院し、2005年1月10日の第2シリーズ制作発表で完全復帰した。復帰第一声は「こんにちは、フニャ腰です」。船越はキャストスタッフ全員に1人1人感謝したと伝えられている。
船越が撮影に参加できなかった放送回では、益岡徹が代役として登場し、主要キャストが自身担当のセリフを増やして船越の欠落感を埋めたり、ヘルニア前とヘルニア後に撮影した順番を入れ替えるなどの苦心が見られたが、かえってキャストとスタッフ間でテンションを高めた内容になった。また、スタッフとキャスト全員が書いた寄せ書きは名取が率先して書かせている。
2007年4月に船越の主演シリーズ『その男、副署長』がスタートしたが、10月放送開始の第4シリーズにも船越は出演（双方ともテレビ朝日の井上千尋プロデューサーと脚本家の塩田千種が関与している）。しかし、第4シリーズの最終回で鶴丸が京都を離れ島根地検へ、北村がパリ警察に赴任する形で一旦『京都地検の女』シリーズに終止符を打つ形が取られた。

## 蟹江敬三の逝去とシリーズの終焉
京都地検の女第1シリーズから高原純之介役で作品を支えた蟹江敬三が、2014年3月30日急逝した。名取裕子は訃報を聞いた翌日に、生前どんなに遅くなっても本人は電車に乗って帰ったという蟹江の自宅を弔問、蟹江の亡骸と対面している。蟹江と名取は「京都地検の女」のみならず名コンビとして20年間お茶の間の人気を博してきたが、意外にもドラマの現場を離れての食事は一度もなかった。名取曰く「現場でしゃべってその役柄を集中していくというお付き合いだった」。かといって仲が悪かったわけではない。おしゃべりな名取が蟹江に「うるさい？」と聞くと「おしゃべりな女は嫌いじゃないよ。うちで慣れているから」とえくぼを浮かべたという。このため2003年から始まった当シリーズは2013年の第9シリーズが最後となり、9月5日の最終回をもって10年の歴史に幕を降ろした。

## シリーズ終了後
2015年5月19日に本作と同じ「木曜ミステリー」枠で放送される名取主演のドラマ「最強のふたり〜京都府警 特別捜査班〜」の制作が公式に発表された。
名取がゲスト出演した2016年のドラマ「不機嫌な果実」において、「実はちょうどこのドラマのプロデューサーが、私の主演ドラマ『京都地検の女』も担当していたので、どこか息子のような存在なんですよ」と過去形のコメントを残している。